# Dmitry Nikolayevich Abakumov
Dmitry Nikolayevich Abakumov (tiếng Nga: Дми́трий Никола́евич Абаку́мов; sinh ngày 8 tháng 7 năm 1989) là một cầu thủ bóng đá người Nga. Anh thi đấu cho F.K. Luch-Energiya Vladivostok.

## Sự nghiệp
Abakumov ra mắt chuyên nghiệp vào ngày 30 tháng 4 năm 2009 trong trận đấu tại Russian First Division cho FC KAMAZ Naberezhnye Chelny trước F.K. Vityaz Podolsk.

Mùa giải 2012- 13 anh thi đấu bóng đá hạng cao nhất cho đội bóng ở RFPL Mordovia Saransk.

Kể từ năm 2014, anh thi đấu cho đội bóng tại FNL Gazovik Orenburg.